# Jastrzębiec (Jugów)
Jastrzębiec (niem. Köhlergrund) – część wsi Jugów w Polsce, położona w województwie dolnośląskim, w powiecie kłodzkim, w gminie Nowa Ruda.

## Położenie
Jastrzębiec leży w Sudetach Środkowych, u południowo-zachodniego podnóża Kalenicy, na wschód od centrum Jugowa, na wysokości około 550–570 m n.p.m.

## Podział administracyjny
W latach 1975–1998 Jastrzębiec administracyjnie należał do województwa wałbrzyskiego.

## Historia
Początki Jastrzębca sięgają XVII wieku kiedy mieszkali tu węglarze, ale jako osada powstał najprawdopodobniej dopiero na początku XIX wieku. Miejscowość nigdy nie rozwinęła się i nie została samodzielną wsią. W 1840 roku było tu zaledwie 7 domów i stan taki utrzymywał się dość długo. W 1933 roku miejscowość liczyła 90 mieszkańców. Po 1945 roku osada prawie całkowicie zanikła, w latach 90. XX wieku były tu zaledwie 3 zagrody.